# Raimondo D'Inzeo
Raimondo D'Inzeo (Poggio Mirteto, 8 februari 1925 - Rome, 25 november 2013) was een Italiaans ruiter, die gespecialiseerd was in springen. D'Inzeo werd tweemaal wereldkampioen springen en nog tweemaal op het podium tijdens de wereldkampioenschappen. D'Inzeo Maakte in 1948 zijn olympische debuut in de eventingwedstrijd, bij zijn volgende olympische deelnames nam hij deel aan de springwedstrijd. Bij D'Inzeo zijn derde olympische optreden in Stockholm won hij de zilveren medaille in de landenwedstrijd en individueel. Hij behaalde zijn grootste succes tijdens de Olympische Zomerspelen 1960 in zijn thuisland met de titel individueel en de bronzen medaille in de landenwedstrijd. Nadien won hij nog twee bronzen medaille in de olympische landenwedstrijd springen.
Raimondo D'Inzeo was samen met zijn broer Piero D'Inzeo de eerste atleet die deelnam aan acht Olympische Spelen. D'Inzeo stond erom bekend dat hij zijn wedstrijden altijd reed in militair uniform.

## Resultaten
- Olympische Zomerspelen 1948 in Londen 30e individueel eventing met Regate
- Olympische Zomerspelen 1948 in Londen uitgevallen landenwedstrijd eventing met Regate
- Olympische Zomerspelen 1952 in Helsinki 7e individueel springen met Litargirio
- Wereldkampioenschap springen 1955 in Aken  individueel springen met Merano
- Wereldkampioenschap springen 1956 in Aken  individueel springen met Merano
- Olympische Zomerspelen 1956 in Stockholm  individueel springen met Merano
- Olympische Zomerspelen 1956 in Stockholm  landenwedstrijd springen met Merano
- Wereldkampioenschap springen 1960 in Venetië  individueel springen met Gowran Girl
- Olympische Zomerspelen 1960 in Rome  individueel springen met Posillipo
- Olympische Zomerspelen 1960 in Rome  landenwedstrijd springen met Posillipo
- Olympische Zomerspelen 1964 in Tokio 11e individueel springen met Posillipo
- Olympische Zomerspelen 1964 in Tokio  landenwedstrijd springen met Posillipo
- Wereldkampioenschap springen 1966 in Buenos Aires  individueel springen met Bowjak
- Olympische Zomerspelen 1968 in Mexico-Stad 26e individueel springen met Bellevue
- Olympische Zomerspelen 1968 in Mexico-Stad 5e landenwedstrijd springen met Bellevue
- Olympische Zomerspelen 1972 in München 22e individueel springen met Fiorello
- Olympische Zomerspelen 1972 in München  landenwedstrijd springen met Fiorello
- Olympische Zomerspelen 1976 in Montreal 10e individueel springen met Bellevue
- Olympische Zomerspelen 1976 in Montreal 11e landenwedstrijd springen met Bellevue

1900: Aimé Haegeman ·
1912: Jean Cariou ·
1920: Tommaso Lequio di Assaba ·
1924: Alphonse Gemuseus ·
1928: František Ventura ·
1932: Takeichi Nishi ·
1936: Kurt Hasse ·
1948: Humberto Mariles ·
1952: Pierre Jonquères d'Oriola ·
1956: Hans Günter Winkler ·
1960: Raimondo D'Inzeo ·
1964: Pierre Jonquères d'Oriola ·
1968: William Steinkraus ·
1972: Graziano Mancinelli ·
1976: Alwin Schockemöhle ·
1980: Jan Kowalczyk ·
1984: Joe Fargis ·
1988: Pierre Durand ·
1992: Ludger Beerbaum ·
1996: Ulrich Kirchhoff ·
2000: Jeroen Dubbeldam ·
2004: Rodrigo Pessoa ·
2008: Eric Lamaze ·
2012: Steve Guerdat ·
2016: Nick Skelton ·
2020: Ben Maher ·
2024: Christian Kukuk
- Gemeinsame Normdatei: 118679619
- International Standard Name Identifier: 0000 0000 1058 9518
- Istituto Centrale per il Catalogo Unico: DDSV242078
- Virtual International Authority File: 72188034
- WorldCat: E39PBJjHcY9McCHmmcWKhbWJjC